# Balázs Kiskapusi
Balázs Kiskapusi (ur. 12 lutego 1975 w Budapeszcie) – węgierski piłkarz, grający na pozycji obrońcy.

## Kariera
Karierę zaczynał w Kecskeméti TE. W 1996 roku przeszedł do Újpest FC, debiutując w meczu ligowym 17 sierpnia 1996 roku w wygranym 5:0 pojedynku z Zalaegerszegi TE. W Újpesti do 2000 roku rozegrał 83 mecze. Następnie przeszedł do Videoton FC. W 2003 roku przeniósł się do Danii, jako że jego dziewczyna Eszter Siti grała wówczas w duńskim klubie piłki ręcznej FCK Håndbold, i został piłkarzem Aalborg BK. Po trzyletnim okresie gry w Danii wrócił na Węgry.

## Sukcesy
- 1997/1998 – Mistrzostwo Węgier (Újpesti TE)